# Gammabracon abjectivus
Gammabracon abjectivus är en stekelart som först beskrevs av Roy D. Shenefelt 1978.  Gammabracon abjectivus ingår i släktet Gammabracon och familjen bracksteklar. Inga underarter finns listade i Catalogue of Life.